# Шуахеви
Шуахеви (груз. შუახევი) — посёлок городского типа (даба) в Аджарии, Грузия. Центр Шуахевского муниципалитета. Посёлок расположен в 71 км от железнодорожной станции Батуми (на линии Натанеби — Батуми.
Статус посёлка городского типа с 1974 года.

## Население
| 1979 | 1989 | 2002 | 2014 |
| ---- | ---- | ---- | ---- |
| 655  | 886  | 980  | 797  |